# 西丰山站
西丰山站（韓語：서풍산역）是朝鮮民主主義人民共和國咸镜北道茂山郡丰山里的一個鐵路車站，属于茂山线。

## 邻近车站
茂山线
新站站 - 西丰山站 - 朱草站